# Artemis I

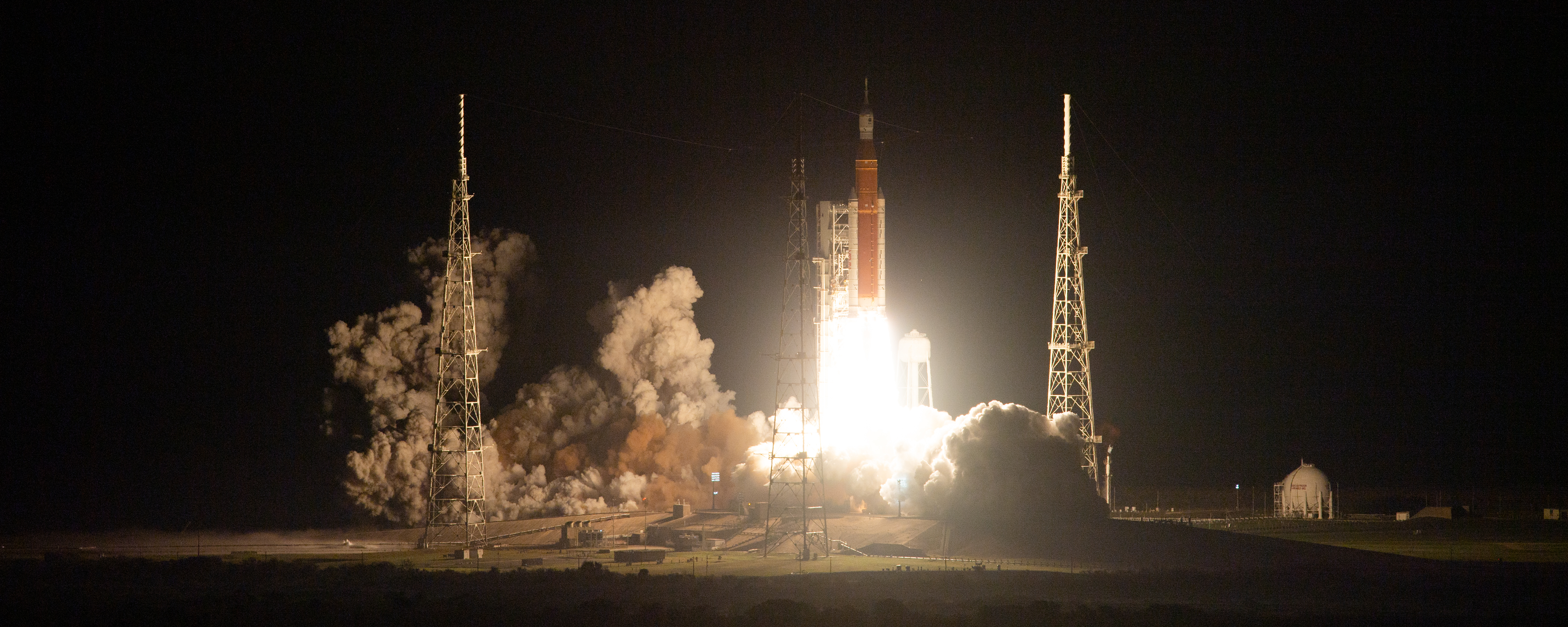
Llançament de la missió Artemis I

L'Artemis I, conegut originalment com a Exploration Mission-1 (EM-1), fou un vol de prova sense tripulació del programa Artemis, de la NASA. Es tracta del primer vol de l'Space Launch System (SLS), el vehicle de llançament superpesant de l'agència espacial estatunidenca, i de la versió completa de la nau espacial Orion.
L'objectiu de la missió fou validar la nau espacial Orion i l'Space Launch System per al seu ús en vols tripulats a partir de l'Artemis II.
L'acoblament de la càpsula Orion de l'Artemis I el 20 d'octubre del 2021 fou la primera vegada que s'integrava un vehicle de llançament superpesant a l'edifici d'assemblatge de vehicles (VAB) des que l'últim coet Saturn V fou acoblat amb l'Skylab. El vehicle totalment integrat arribà a la plataforma de llançament el 17 d'agost del 2022. Finalment, el vehicle de llançament es va enlairar amb èxit el 16 de novembre del 2022 a les 6:47 (UTC). Va retornar amb èxit a la Terra l'11 de desembre del mateix any cap a 18:40, a l'oceà Pacífic.
L'enlairament es va efectuar des del complex de llançament 39B del Centre Espacial Kennedy i portava una càpsula Orion que romangué 25 dies a l'espai, incloent-hi sis dies en òrbita retrògrada distant al voltant de la Lluna.

## Detalls de la missió

### Cronologia
| Data                      | Temps (UTC)         | Esdeveniment                                      |
| Llançament                | Llançament          | Llançament                                        |
| ------------------------- | ------------------- | ------------------------------------------------- |
| 16 de novembre            | 06:47:44            | Enlairament                                       |
|                           | 06:49:56            | Separació dels acceleradors de combustible sòlid  |
|                           | 06:50:55            | Separació de la coberta del mòdul de servei       |
|                           | 06:51:00            | Separació del sistema d'avortament del llançament |
|                           | 06:55:47            | Parada dels motors del segment principal          |
|                           | 06:55:59            | Separació del segment principal i el segment ICPS |
|                           | 07:05:53 – 07:17:53 | Desplegament dels panells solars de la nau Orion  |
|                           | 07:40:40 – 07:41:02 | Maniobra d'increment de l'àpside                  |
|                           | 08:17:11 – 08:35:11 | Encesa d'injecció trans-lunar                     |
|                           | 08:45:20            | Separació del segment ICPS i la nau Orion         |
|                           | 08:46:42            | Encesa de separació del segment superior          |
|                           | 10:09:20            | Encesa per a la reentrada de destrucció de l'ICPS |
| Recorregut cap a la Lluna |                     |                                                   |
| 16 de novembre            | 14:35:15            | Primera encesa de correcció de la trajectòria     |
| 17-20 de novembre         |                     | Fase de travessa d'anada                          |
| 21 de novembre            | 12:44               | Sobrevol lunar propulsat d'anada                  |
| Òrbita de la lluna        |                     |                                                   |
| 21–24 de novembre         |                     | Trànsit fins al DRO                               |
| 25 a 30 de novembre       |                     | Òrbita distant retrògrada (DRO)                   |
| 1 de desembre             | 21:53               | Encesa de sortida                                 |
| 1 al 4 de desembre        |                     | Sortida del DRO                                   |
| Tornada a la Terra        |                     |                                                   |
| 5 de desembre             | 16:43               | Vol propulsat de tornada                          |
| 5 a l'11 de desembre      |                     | Fase de travessa de tornada                       |
| 11 de desembre            | 18:06               | Reentrada a l'atmosfera i amaratge                |

### Animació de la missió
| Animation of Artemis IVisió amb coordenades inercials amb centre a la TerraVisió centrada a la Terra amb sistema de referència en rotació amb la Lluna Terra · Artemis I · Lluna |